# Yvon Gourbal
Pas d'image ? Cliquez ici

a Compétitions nationales et continentales officielles uniquement.

b Matchs officiels uniquement.
Yvon Gourbal, né le 14 août 1939 à Torreilles et mort le 31 octobre 2004 à Saint-Laurent-de-la-Salanque, est un joueur et entraîneur de rugby à XIII.
Il évolue de nombreuses saisons au XIII Catalan, club de rugby à XIII basé à Perpignan, où il y remporte la Coupe de France en 1959. Fort de ses performances en club, il est sélectionné à quatre reprises de l'équipe de France entre 1960 et 1964 prenant part à la Coupe du monde 1960.
Après sa carrière de joueur, il embrase une carrière d'entraîneur avec succès. Il prend en main le XIII Catalan et remporte quatre Championnats de France d'affilée en 1982, 1983, 1984 et 1985, ainsi qu'une Coupe de France en 1985. Il est mis fin à son poste au XIII Catalan en 1986, mais il reprend Le Pontet à partir de mars 1987.

## Biographie
Yvon Gourbal ne peut pas prendre part à la tournée de l'équipe de France de rugby à XIII en 1960  en raison de ses obligations militaires et n'ayant pas pu obtenir de permission de longue durée pour cette tournée.

## Palmarès

### En tant que joueur
- Collectif :
  - Vainqueur de la Coupe de France : 1959 (XIII Catalan).

#### Détails en sélection
| 1. | 26 mars 1960    | Grande-Bretagne | 17-17 |  | Troisième ligne | 0 | 0 | - | - |
| 2. | 2 décembre 1962 | Grande-Bretagne | 17-12 |  | Troisième ligne | 0 | 0 | - | - |
| 3. | 17 février 1963 | Pays de Galles  | 23-3  |  | Troisième ligne | 0 | 0 | - | - |
| 4. | 6 décembre 1964 | Grande-Bretagne | 18-8  |  | Troisième ligne | 0 | 0 | - | - |

### En tant qu'entraîneur
- Collectif 
  - Vainqueur du Championnat de France : 1982, 1983, 1984 et 1985 (XIII Catalan).
  - Vainqueur de la Coupe de France : 1985 (XIII Catalan).
  - Finaliste du Championnat de France : 1986 (XIII Catalan) et 1987 (Le Pontet).
  - Finaliste de la Coupe de France : 1983 (XIII Catalan).